# 八棟造り
八棟造（やつむねづくり）は、日本の建築様式の一つである。　代表的なものでは北野天満宮(京都)と大崎八幡宮(宮城)。
その後、京都の東山のところにあった豊国神社、そして静岡にある久能山東照宮へと採用される様式となった。

## 概要
複雑な形状に配置された棟を多数配置し、それぞれの棟に破風を備えた豪奢な屋根を重ねて配置する建築様式を指した総称で、「八棟」の「八」は「多数」の意味であって棟の数が必ず八棟と決まっている訳ではない。

### 神社建築
- 北野天満宮 (京都)
- 大崎八幡宮(宮城)

### 民家
代表的な八棟造りの民家。
- 今井町・今西家住宅（奈良県橿原市）
- 豊島家住宅（愛媛県松山市）